# Ahmed Halim
Ahmed Halim Ibrahim (arabe : أحمد حليم إبراهيم, né le 10 février 1910 à Zamalek en Égypte et mort à une date et en un lieu inconnus) est un joueur de football international égyptien, qui évoluait au poste de milieu de terrain.

## Biographie

### Carrière en club
Il a joué sa carrière de club au Caire au Zamalek SC.

### Carrière en sélection
Il a participé à la coupe du monde 1934 en Italie où ils joueront un match contre la Hongrie en 8e de finale, et où ils s'inclineront 4 buts à 2.
Il participera également aux jeux olympiques de 1936 à Berlin, où s'inclineront 3-1 lors du premier tour, contre l'Autriche.